# Rádio Cidade (Maputo)
A Rádio Cidade é uma estação de rádio de Moçambique, que pertence ao grupo Rádio Moçambique, a emissora pública de radiodifusão. Esta rádio transmite em FM, na frequência de 97,9 MHz em Maputo e está vocacionada para o entretenimento.

### História
A Rádio Cidade começou a funcionar com este nome em 1993, culminando um historial que se iniciou nos anos de 1960s como Emissão C do então Rádio Clube de Moçambique, sendo a primeira emissora a emitir na frequência de FM.